# Ли Чонхи
Ли Чонхи (кор. 이정희, род. 23 февраля 1963, Республика Корея) — южнокорейская быстросчётчица. Она является единственным мастером абака, получившим одиннадцатый дан. В Южной Корее она также известна как Абак мастер. Она является текущим мировым рекордсменом по сложению и делению и имеет второе по быстродействию время за всю историю умножения.

## Биография
Ли начала тренировки с абаком в пятом классе школы. В возрасте 16 лет она получила 11-й дан. В 2007 году Ли открыла академию по обучению счёту в Корее, где она преподавала тысячам студентов, часть из которых приезжали в Южную Корею исключительно для обучения.

## Участие в соревнованиях
В 2001 году Ли представляла Южную Корею в 20-м Международном конкурсе по счёту и заняла первое место в одиночном разряде.
В 2008 году Ли участвовала в южнокорейской телевизионной программе «Звёздный король» с группой детей в возрасте от семи до девяти лет, которых она учила в течение 100-дневного периода. Её студенты, отобранные для программы после того, как их родители описывали их как неуспевающих в школе, значительно улучшили навыки устного счёта, а также добились улучшения в концентрации и внимании. К концу программы, почти все студенты были в состоянии мысленно решить задачи с пятнадцатью 5-значными числами в течение тридцати секунд.
В 2013 году Ли участвовала в южнокорейской телевизионной программе «Корейское чудо». В программе она продемонстрировала свои способности в расчётах, сложив пятьдесят 4-значных чисел, которые появлялись на экране менее чем на одну секунду каждая, одновременно ведя беседу. Также она сложила пятьдесят 25-значных чисел за 94 секунды.
В сентябре 2016 году Ли участвовала в мировом чемпионате по вычислениям в уме, прошедшем в Билефельде, Германия. В чемпионате принял участие 31 участник из 16 стран. Она выиграла в категории «умножение двух 8-значных чисел» и признана наиболее универсальным калькулятором (лучший результат для решения ещё 5 неизвестных «задач-сюрпризов»). Она заняла 3-е место в общем конкурсе (сочетание всех 10 категорий).
В ноябре 2016 года Ли участвовала в соревнованиях по устному счёту Memoriad в Лас-Вегасе, выиграв золотую медаль в категории «умножение, сложение, деление и решение „задач-сюрпризов“».
В сентябре 2018 года Ли принимала участие в мировом чемпионате по вычислениям в уме в Вольфсбурге (Германия). Ли победила в категории «сложение десяти 10-значных чисел за 7 минут», решив 30 примеров.
В 2019 году Ли приняла участие в проекте «Удивительные люди».